# Vert-Toulon
Vert-Toulon ist eine französische Gemeinde mit 285 Einwohnern (Stand 1. Januar 2022) im Département Marne in der Region Grand Est (vor 2016 Champagne-Ardenne). Sie gehört zum Kantons Kanton Vertus-Plaine Champenoise im Arrondissement Épernay.

## Geographie
Vert-Toulon liegt etwa 55 Kilometer südsüdwestlich von Reims. Der Süden des Gemeindegebietes befindet sich im Marais de Saint-Gond mit dem das Sumpfgebiet durchfließenden Petit Morin. Nachbargemeinden von Vert-Toulon sind Étoges, Beaunay und Loisy-en-Brie im Norden, Givry-lès-Loisy im Norden und Nordosten, Étréchy im Nordosten, Coligny im Osten, Bannes im Süden und Südosten, Broussy-le-Grand im Südwesten, Coizard-Joches im Westen und Südwesten, Congy im Westen und Nordwesten sowie Fèrebrianges im Nordwesten.

## Geschichte
1973 wurden Vert-la-Gravelle und Toulon-la-Montagne zur heutigen Gemeinde zusammengeschlossen.

## Bevölkerungsentwicklung
| Jahr                       | 1962 | 1968 | 1975 | 1982 | 1990 | 1999 | 2006 | 2011 | 2018 |
| Einwohner                  | 226  | 240  | 327  | 344  | 344  | 307  | 303  | 296  | 286  |
| Quellen: Cassini und INSEE |      |      |      |      |      |      |      |      |      |

## Sehenswürdigkeiten
- Hypogée de Vert-la-Gravelle, Hypogäum der Seine-Oise-Marne-Kultur
- jungsteinzeitliches Gräberfeld
- Gräberfeld aus dem 4. Jahrhundert
- Burgruine von Gravelle aus dem 13. Jahrhundert
- Kirche Saint-Pierre in Vert-la-Gravelle aus dem 15./16. Jahrhundert, Monument historique
- Kirche Saint-Vincent in Toulon-la-Montagne

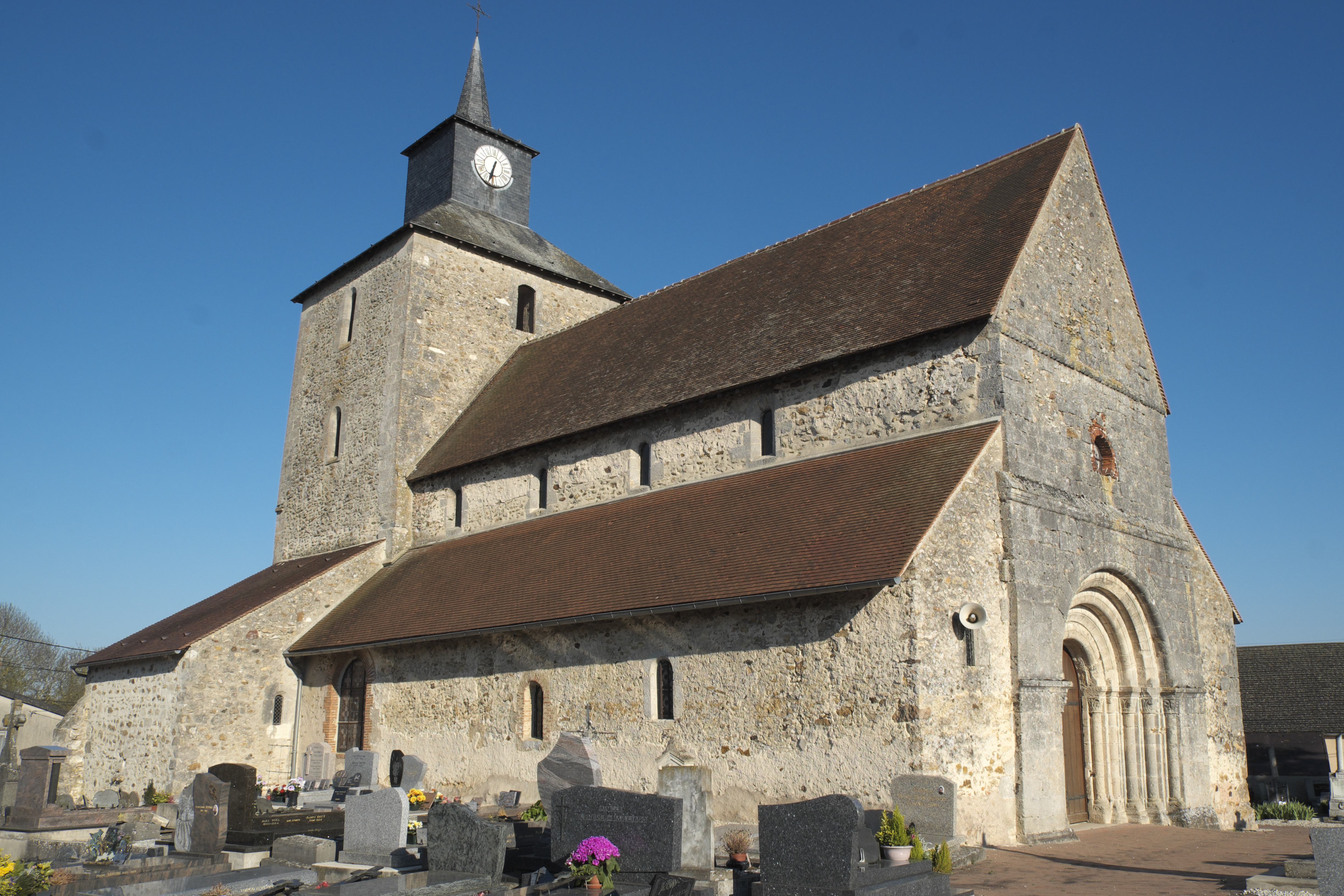
Kirche Saint-Pierre
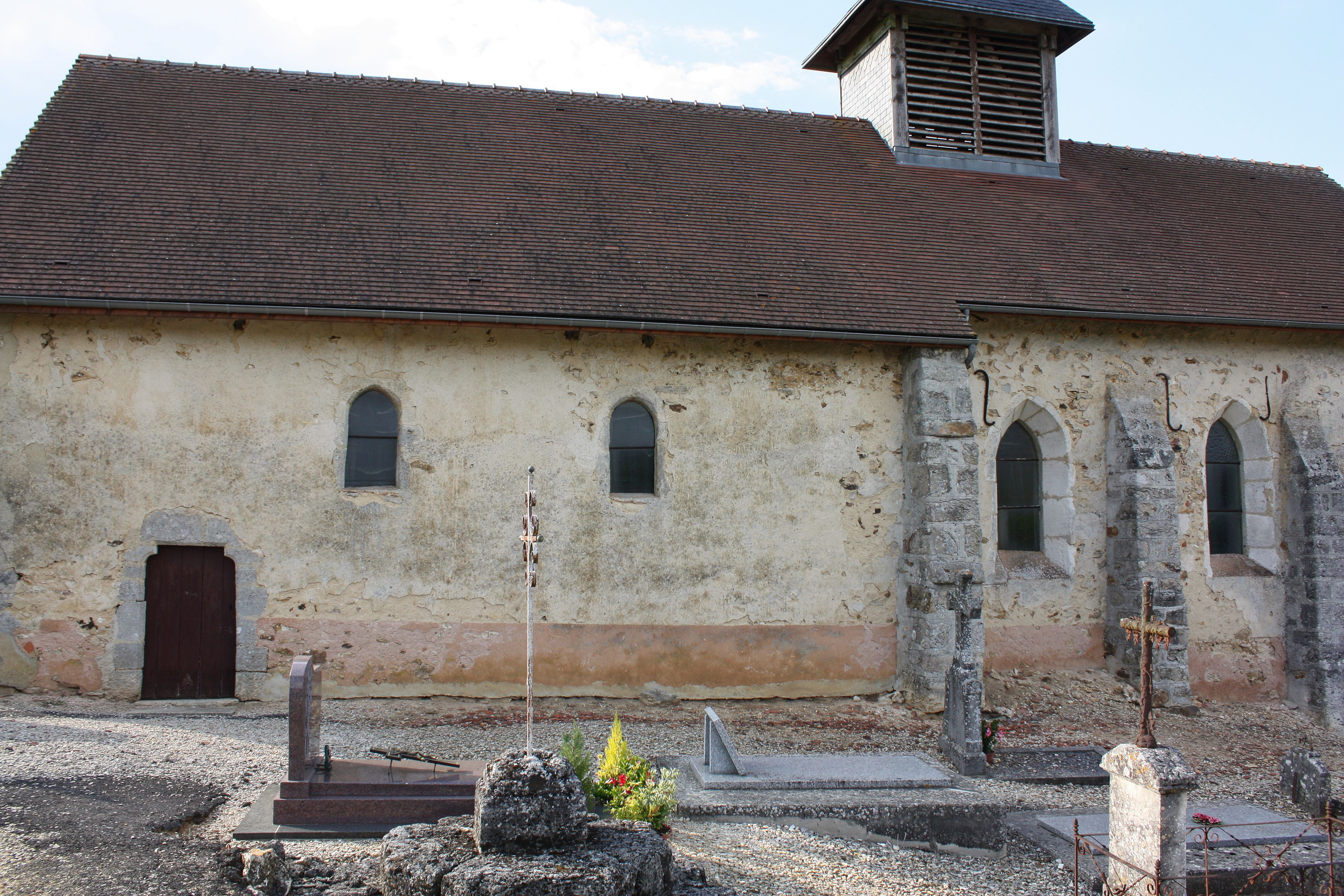
Kirche Saint-Vincent